# جوز آفریقایی
جوز آفریقایی (نام علمی: Pycnanthus angolensis) نام یک گونه از تیره جوزهندیان است.